# Belyaevostella
Belyaevostella är ett släkte av sjöstjärnor. Belyaevostella ingår i familjen Caymanostellidae.
Kladogram enligt Catalogue of Life:
| Belyaevostella | \| \| Belyaevostella hispida \| \| \| \| \| \| Belyaevostella hyugaensis \| \| \| \| |
|                | \| \| Belyaevostella hispida \| \| \| \| \| \| Belyaevostella hyugaensis \| \| \| \| |
|                | Caymanostella                                                                        |
|                |                                                                                      |
|                | Belyaevostella hispida                                                               |
|                |                                                                                      |
|                | Belyaevostella hyugaensis                                                            |
|                |                                                                                      |

|  | Belyaevostella hispida    |
|  |                           |
|  | Belyaevostella hyugaensis |
|  |                           |